# Косениці
Косениці (пол. Kosienice) — давнє українське село Кусеничі в Польщі, у гміні Журавиця Перемишльського повіту Підкарпатського воєводства. Населення — 909 осіб (2011).

## Історія
Село згадується у судових книгах перемиського гродського суду під 1406 роком. Село входило до 1772 р. до складу Перемиського староства Перемишльської землі Руського воєводства.
У 1880 р. село належало до Перемишльського повіту Королівства Галичини та Володимирії Австро-Угорської імперії, у селі було 729 жителів, а на землях фільварку — 157 мешканців; (більшість — греко-католики, за винятком 180 римо-католиків). Попри понад півтисячоліття латинізації та спольщення українців і заселення поляками земель Надсяння українці до Першої світової війни все ж становили більшість у селі.
Після окупації ЗУНР поляками шляхом кривавої війни у 1919—1939 рр. село належало до Перемишльського повіту Львівського воєводства, ґміна Оріхівці. У 1939 році в селі проживало 1390 мешканців, з них 990 українців, 380 поляків і 20 євреїв. Місцева греко-католицька церква належала до парафії Мацьковичі Радимнянського деканату Перемишльської єпархії.
В липні 1944 року радянські війська заволоділи селом, а в внаслідок Люблінської угоди село відійшло до Польщі. Українців добровільно-примусово виселяли в СРСР і на понімецькі землі у західній та північній частині польської держави.
У 1975—1998 роках село належало до Перемишльського воєводства.

## Демографія
Демографічна структура станом на 31 березня 2011 року:
|          | Загалом | Допрацездатний вік | Працездатний вік | Постпрацездатний вік |
| -------- | ------- | ------------------ | ---------------- | -------------------- |
| Чоловіки | 456     | 113                | 299              | 44                   |
| Жінки    | 453     | 93                 | 260              | 100                  |
| Разом    | 909     | 206                | 559              | 144                  |

## Відомі люди
- Ярослав Іванович Лоза (нар. 23 жовтня 1936) — український скульптор, педагог.